# هيرنان فوينتيس
هيرنان فوينتيس (بالإسبانية: Hernán Fuentes) هو رياضي خماسي تشيلي، (و. 1918 – 1999 م).

## وصلات خارجية
- هيرنان فوينتيس على موقع اللجنة الأولمبية الدولية (الإنجليزية)
- هيرنان فوينتيس على موقع أوليمبيديا (الإنجليزية)